# Paramassaria
Paramassaria is een monotypisch geslacht van schimmels uit de familie Massariaceae. Het bevat alleen Paramassaria samaneae.